# بريستول ميركيري

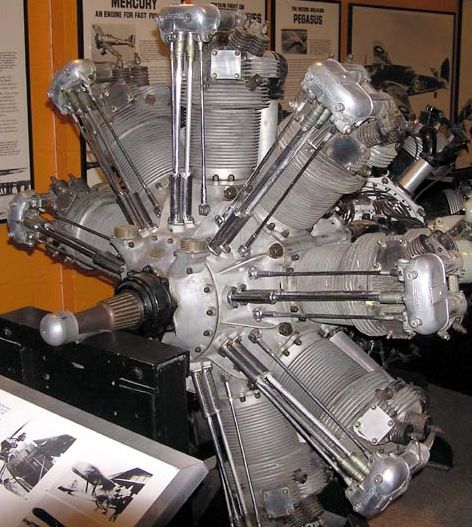
بريستول جوبيتر

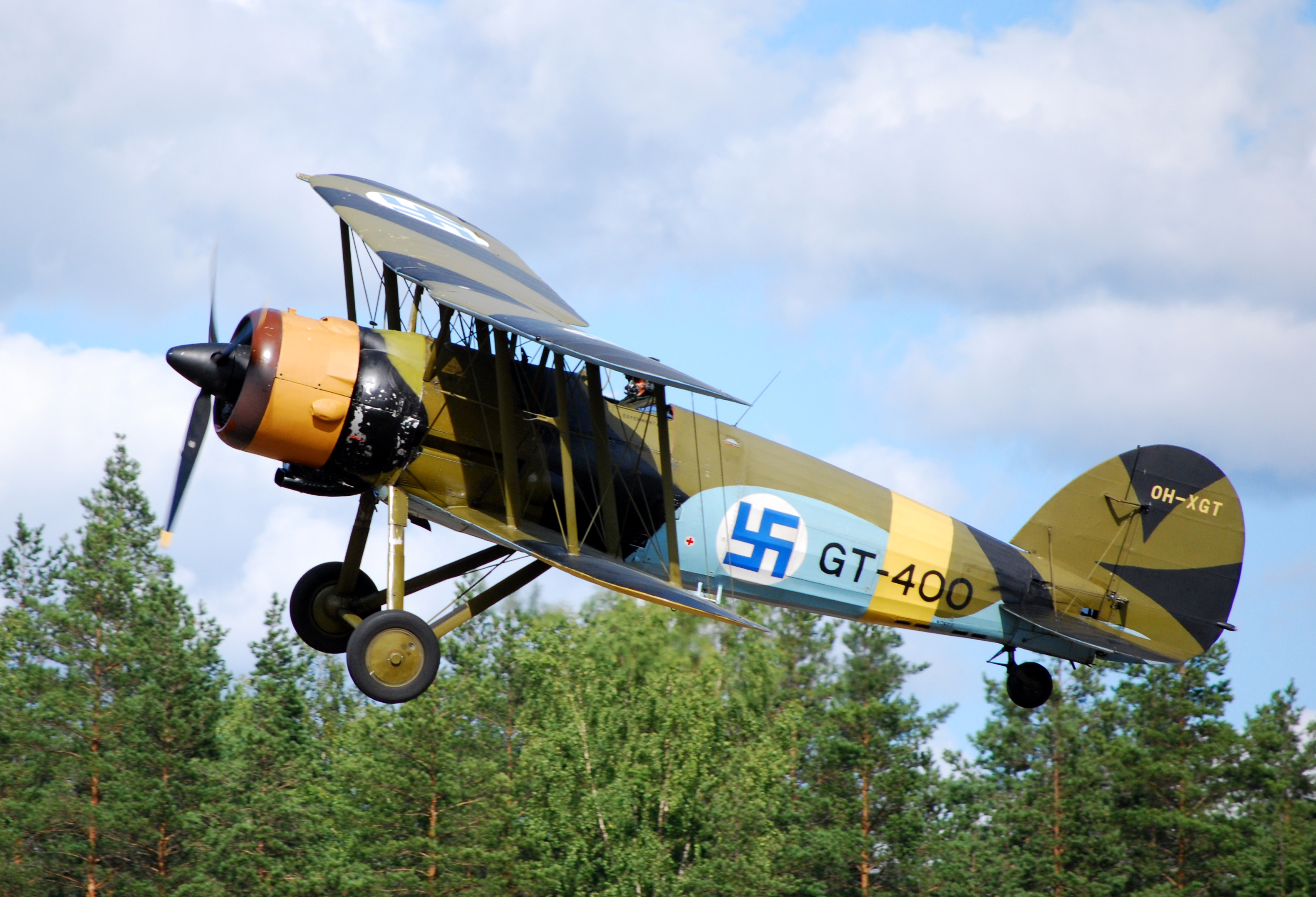
جلوستر جونتليت

بريستول ميركيري (بالإنجليزية: Bristol Mercury) محرك شعاعي مكبسي، مكون من 9 أسطوانات في صف واحد، و يُبرد بالهواء. صُمم بواسطة روي فيدين ‏، مهندس شركة طائرات بريستول، و استُخدم لتشغيل كل من الطائرات المدنية و العسكرية في 1930 و 1940. طُور من محرك بريستول جوبيتر، و استطاعت الأنواع الأخيرة منه إنتاج قدرة بلغت 800 حصان، بسعة 1500 بوصة مكعبة (25 لتر) مستخدمة شاحن عنفي فائق (بالإنجليزية: Supercharger).
صُنع 21000محرك تقريبا، و أُنتج البعض في أوربا بموجب ترخيص. في عام 2010 تبقت ثلاثة محركات بريستول ميركيري صالحة للطيران، و تواجدت نماذج أخرى للعرض في متاحف الطيران ‏.

## التصميم والتطوير
طُور محرك ميركيري بواسطة شركة طائرات بريستول في عام 1925 بعد انتهاء العمر الافتراضي لمحركهم بريستول جوبيتر. و برغم أن محرك ميركيري لم ينجح في جذب الاهتمام في البداية، إلا أن وزارة الطيران ‏ قامت في النهاية بتمويل ثلاثة نماذج منه ليصبح مكسب جديد يضاف للمصمم روي فيدين.
مع بداية انتشار الشواحن التوربينية الفائقة في صناعة الطيران لتحسين أداء الطائرة من حيث الارتفاع، رأي فيدين أهمية زيادة ضغط الهواء الداخل للمحرك لتحسين أداء المحركات صغيرة الحجم. و بدلا من تصميم حاوية محرك بالكامل، تم إعادة استخدام أجزاء محرك جوبيتر مع تقليل شوط المحرك بمقدار 1 بوصة (25 مم). ثم بعد ذلك، تم زيادة ضغط المحرك الأقل سعة لتصل قدرته الناتجة إلى مستويات قدرة محرك جوبيتر، بينما يدور عند سرعات دورانية أكبر و لذلك يتطلب استخدام ترس تخفيض حتى يستطيع تشغيل المروحة الدافعة.
استُخدمت نفس الخطوات مع محرك جوبيتر بحجمه الأصلي ليتم إنتاج محرك بريستول بيجاسوس.
كان يُهدف من محرك ميركيري الأصغر حجما أن يُستخدم في الطائرات المقاتلة، و بالفعل قام بتشغيل طائرة جلوستر جونتليت ‏ و خليفتها جلوستر جلادياتور. بينما كان يُهدف من محرك بيجاسوس الأكبر حجما أن يُستخدم في قاذفات القنابل، لكن مع زيادة قدرة كلا المحركان (ميركيري و بيجاسوس)، أصبح ميركيري يُستخدم في كل الأغراض تقريبا. ربما يمكن القول أن أشهر استخدام لميركيري كان استخدامه في قاذفة القنابل ثنائية المحرك قاذفة القنابل لايت، و بريستول بلينهايم.
في عام 1938 طلب روي فيدين من وزارة الطيران استيراد مخزون من بنزين طيران 100 أوكتان من الولايات المتحدة الأمريكية. هذا الوقود الجديد سيسمح لمحركات الطائرات بالعمل عند نسب انضغاط و ضغط أعلى للشواحن التوربينية الفائقة من وقود 87 أوكتان المتواجد، و بناء على ذلك سترتفع القدرة الناتجة.
كان محرك ميركيري الخامس عشر أحد أول محركات الطيران البريطانية التي يتم اختبارها و تنظيفها لاستخدام وقود-100 أوكتان في عام 1939. و كان هذا المحرك قادرا على العمل مع ضغط دخول يبلغ 9 باوند لكل بوصة مربعة، و استُخدم لأول مرة في طائرة بلينهايم إم كيه الرابعة.
كان أيضا محرك ميركيري أول محرك طائرات بريطاني يتم الموافقة على استخدامه لمروحة دافعة ذات زاوية ميل متغيرة للريش.
أنتجت شركة بريستول ومصانع الظل التابعة لها 20700 محرك ميركيري. و خارج المملكة المتحدة، حصلت بريستول على ترخيص تصنيع في بولندا و استخدمت المحرك في طائراتهم المقاتلة بزل بي.11. كما صُنع المحرك في السويد أيضا بواسطة نوهاب، و استُخدم في المقاتلات السويدية جلوستر جلادياتور، و قاذفة القنابل ساب 17 ‏. و في تشيكوسلوفاكيا، صُنع المحرك بواسطة شركة محركات ولتر. و في فنلندا، صُنع بواسطة شركة تامبيلا، و استخدم بشكل أساسي في قاذفات القنابل بريستول بيلنهايم.

## الطرازات
- ميركيري 1

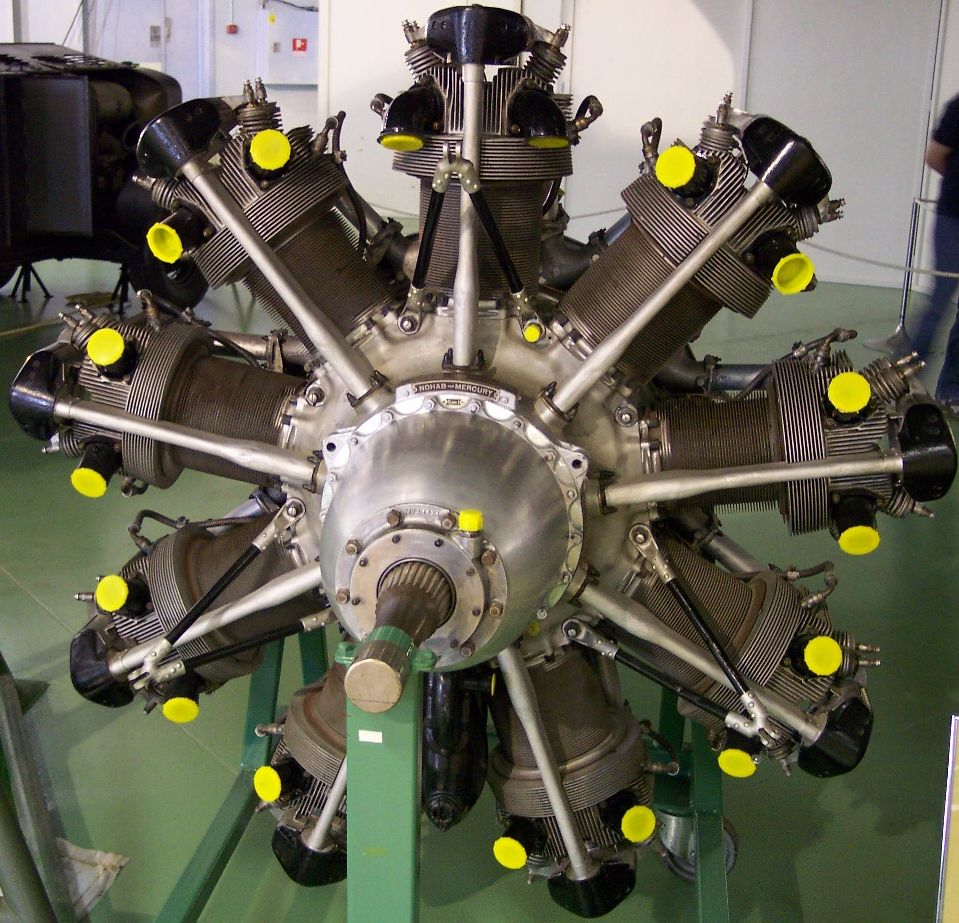
بريستول ميركيري مصنوع بواسطة شركة نوهاب

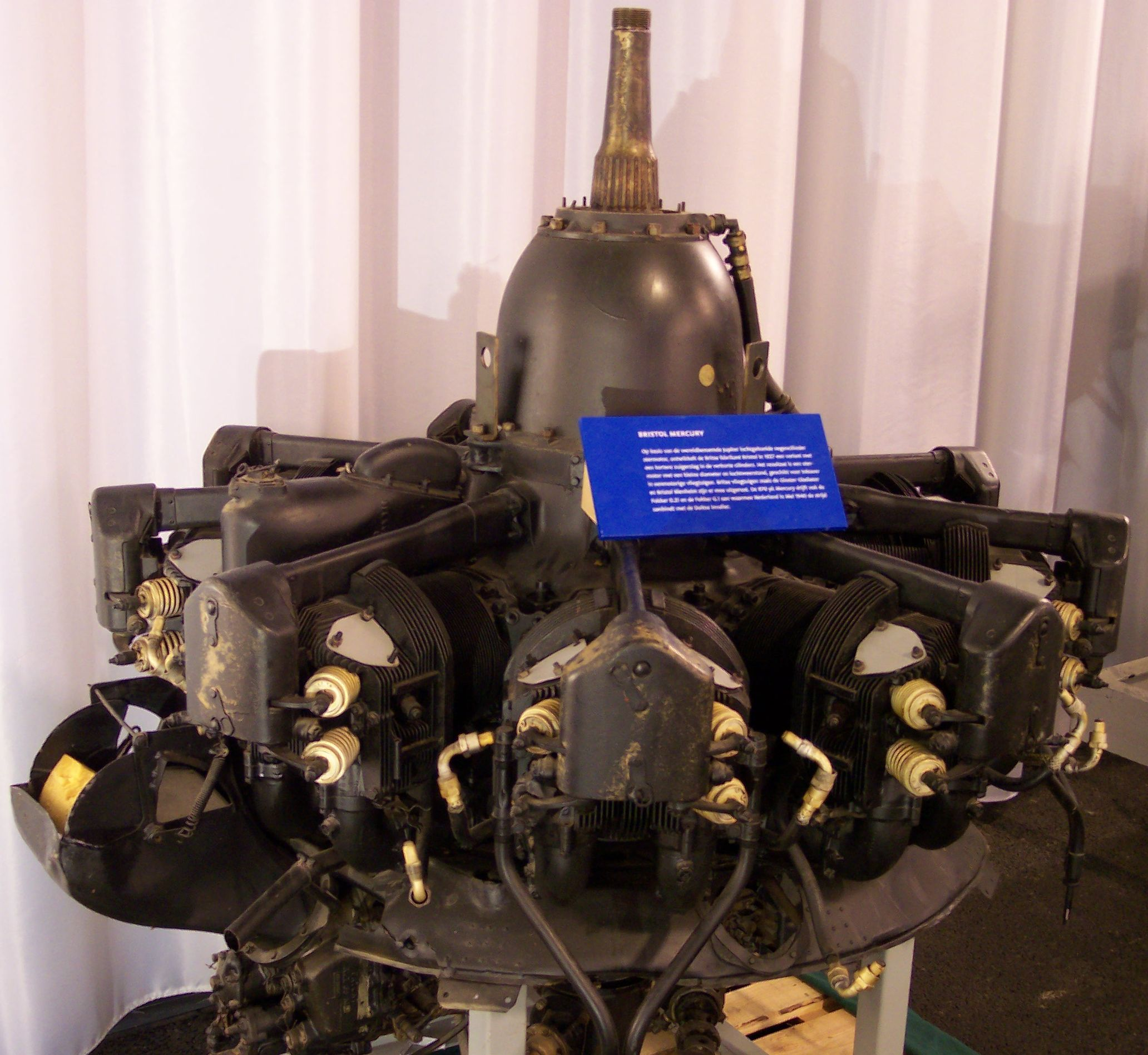
منظور جانبي لمحرك ميركيري، يُظهر تفاصيل ترس الصمام.

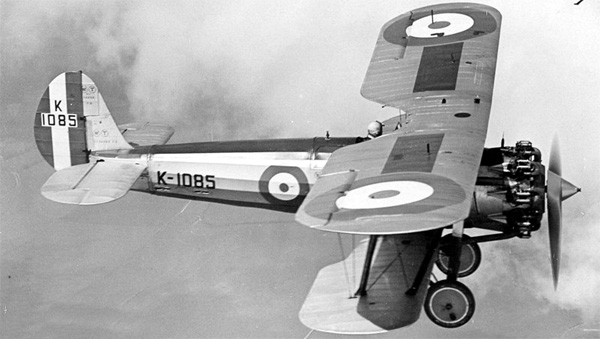
بريستول بول دوج المقاتلة.

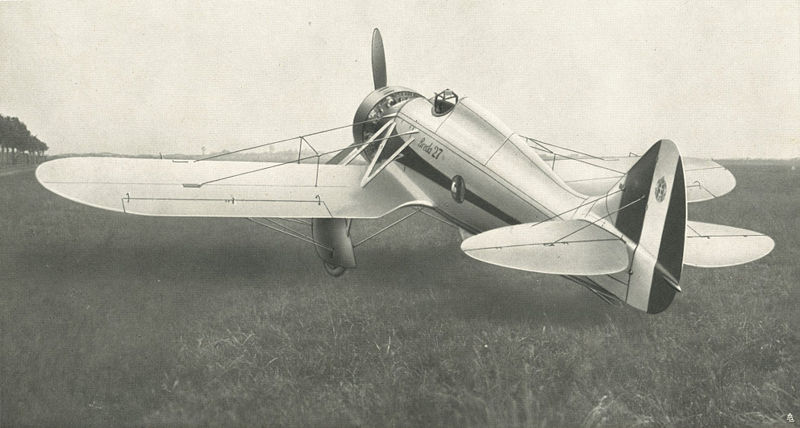
بريدا با.27

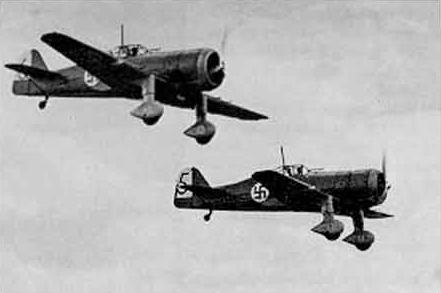
فوكر دي.21 في القوات الجوية الفنلندية أثناء الحرب العالمية الثانية.

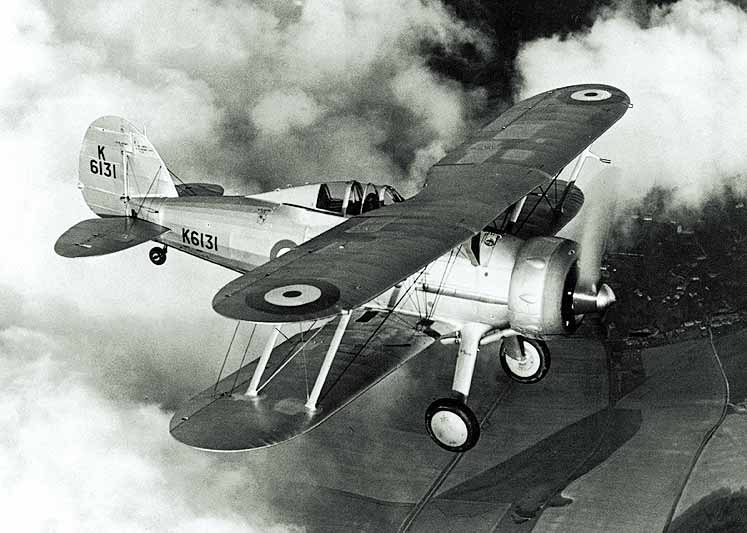
جلوستر جلاديتور

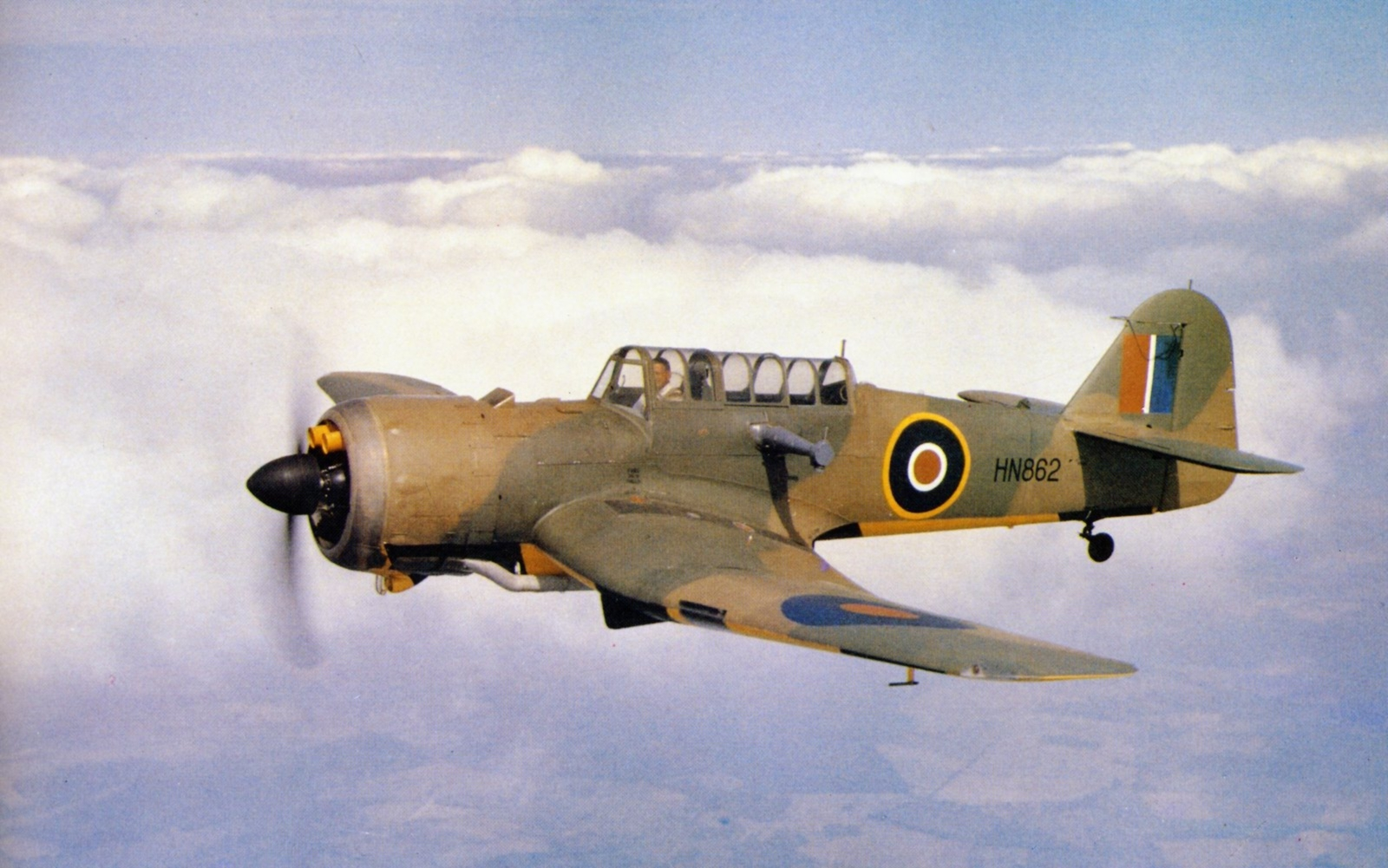
مايلز مارتينت

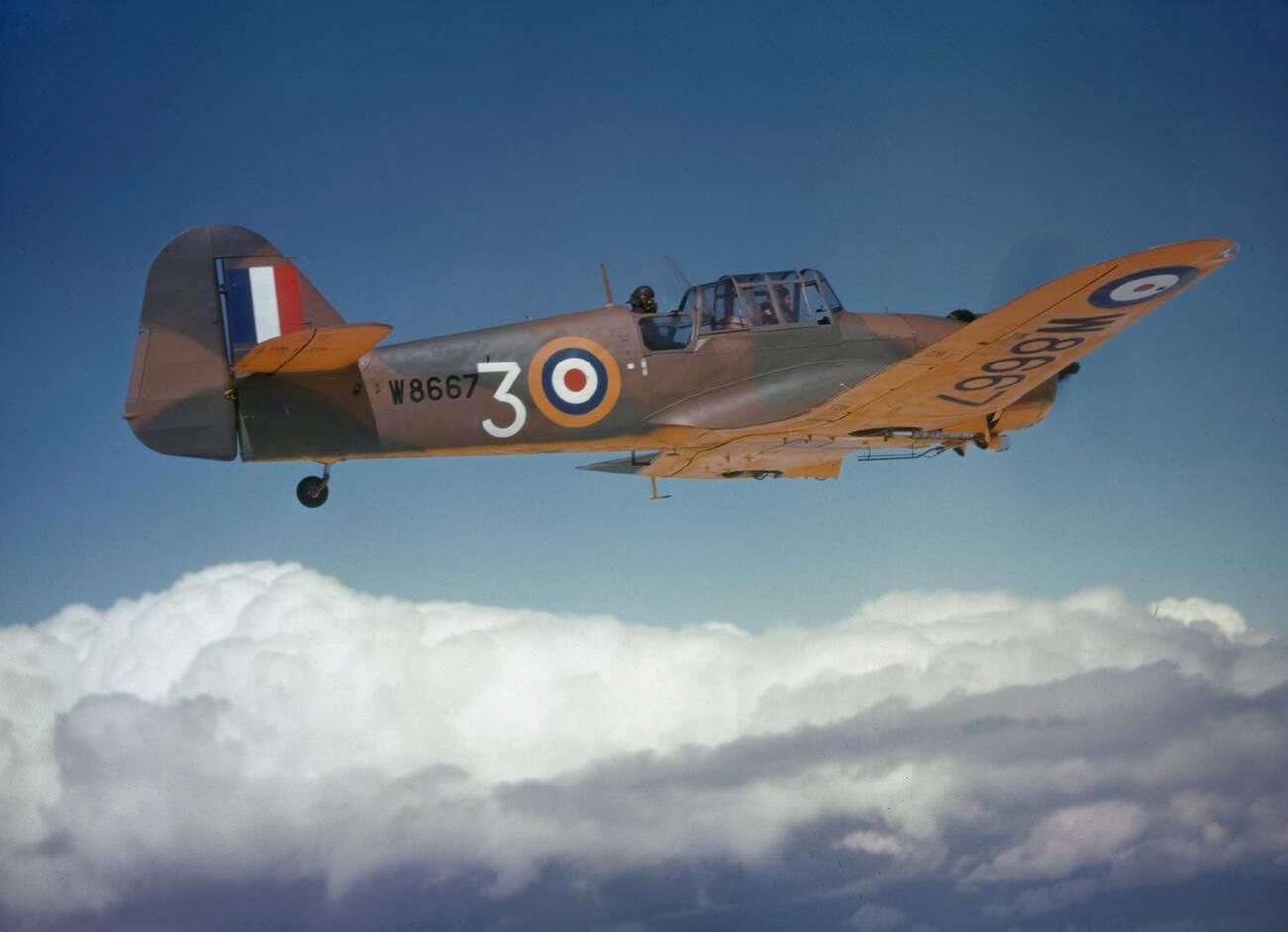
مايلز ماستر

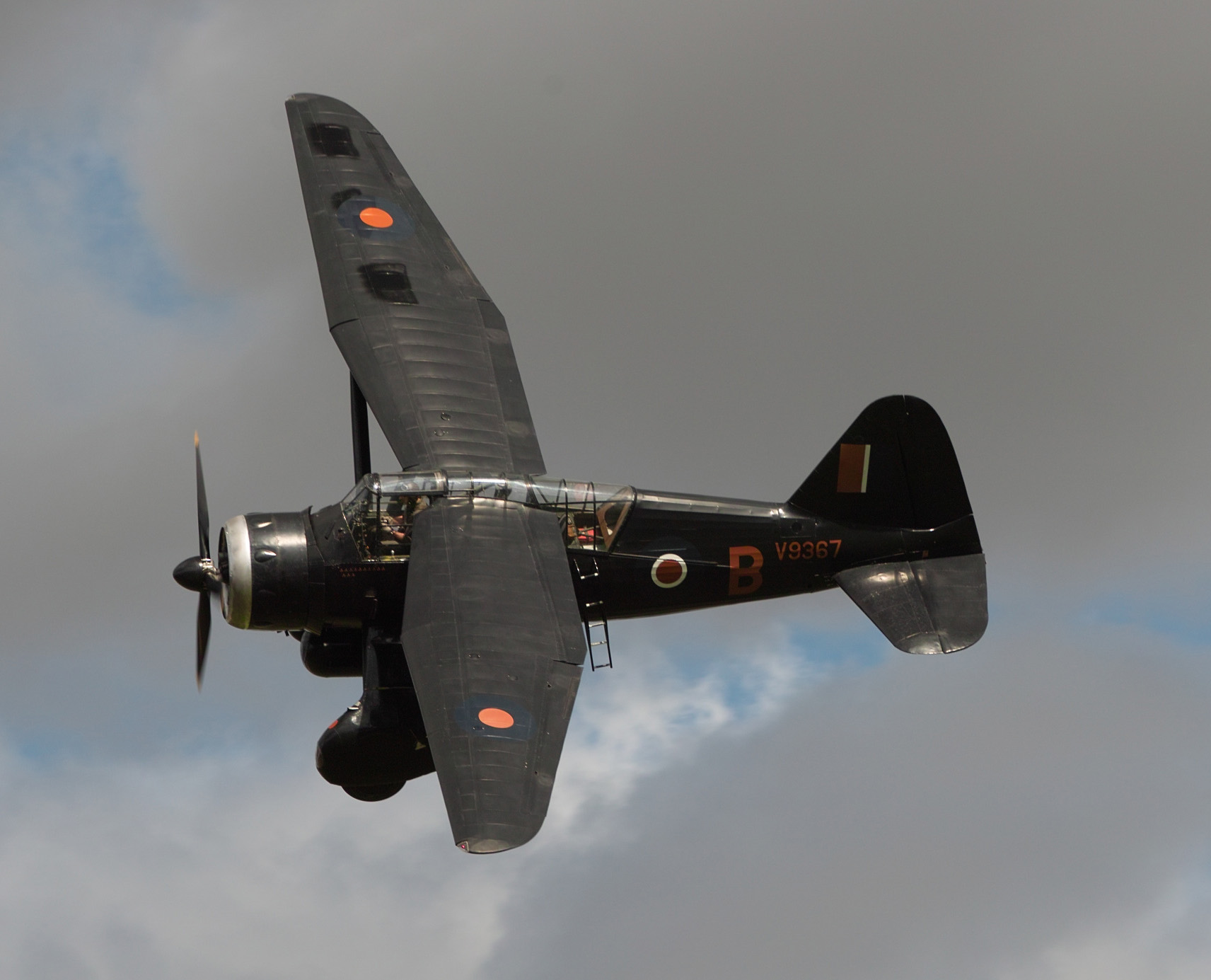
ويستلاند ليساندر

إنتاج عام 1926، 808 حصان. نال جائزة شنيدر تروفي ‏.
- ميركيري 2

إنتاج عام 1928، 420 حصان، نسبة انضغاط 1:5.3.
- ميركيري 2 ايه

إنتاج عام 1928، 440 حصان.
- ميركيري 3

إنتاج عام 1929، 485 حصان، نسبة انضغاط 1:4.8، ترس تخفيض بنسبة 1:0.5.
- ميركيري 3 ايه

تعديل بسيط لمحرك ميركيري 3.
- ميركيري 4

إنتاج عام 1929، 485حصان، ترس تخفيض بنسبة 1:0.656.
- ميركيري 4 ايه

إنتاج عام 1931، 510 حصان.
- ميركيري 4 اس.2

إنتاج عام 1932، 510 حصان.
- ميركيري (قصير الشوط)

تجربة غير ناجحة لطراز قصير الشوط (5 بوصة)، 390 حصان.
- ميركيري 5

546 حصان (تم تطويره ليصبح بيجاسوس أي اس.2)
- ميركيري 6 اس

إنتاج عام 1933، 605 حصان (انظر لجزء المواصفات من المقالة).
- ميركيري 6 اس بي

إنتاج عام 1931، 605 حصان، استُخدم في إيران.
- ميركيري 6 اس.2

إنتاج عام 1933، 605 حصان.
- ميركيري 6 ايه

إنتاج عام 1928، 575 حصان (تم تطويره ليصبح بيجاسوس أي يو.2)
- ميركيري 7 ايه

560حصان (طٌور ليصبح بيجاسوس أي إم.2)
- ميركيري 8

إنتاج عام 1935، 825حصان، نسبة انضغاط 1:6.25، محرك خفيف الوزن.
- ميركيري 8 ايه

تم تزويده بترس تزامن ‏ ليستخدم في جلوستر جلاديتور.
- ميركيري 8 ايه

الاستخدام الثاني لتسمية 8 ايه، 535 حصان، تم تطويره إلى بيجاسوس أي يو.2 بي).
- ميركيري 9

إنتاج عام 1935، 825 حصان، محرك خفيف الوزن.
- ميركيري 10

إنتاج عام 1937، 820 حصان.
- ميركيري 11

إنتاج عام 1937، 820 حصان.
- ميركيري 12

إنتاج عام 1937، 820 حصان.
- ميركيري 15

إنتاج عام 1938، 825حصان، طُور من ميركيري 8. تم تحويله لاستخدام وقود 100 أوكتان بدلا من السابق 87 أوكتان.
- ميركيري 16

830حصان.
- ميركيري 20

إنتاج عام 1940، 810 حصان.
- ميركيري 25

إنتاج عام 1941، 825حصان، نفس محرك ميركيري 15 مع تعديلات في عمود المرفق.
- ميركيري 26

825حصان. مثل محرك ميركيري 25 لكن مع مكربن هواء معدل.
- ميركيري 30

إنتاج عام 1941، 810حصان، نفس محرك ميركيري 20 مع عمود مرفق معدل.
- ميركيري 31

إنتاج عام 1941، 810حصان، نفس ميركيري 30 مع مكربن هواء معدل و مروحة دافعة ذات زاوية ميل ثابتة للريش، للاستخدام في هاميلكار إكس ‏.

## التطبيقات
- ايرسبيد كامبريدج
- بلاكبيرن سكوا
- بولتون بول بي.108
- بريستول بلينهايم
- بريستول بول دوج
- بريستول بول بوب
- بريستول النوع 101
- بريستول النوع 118
- بريستول النوع 133
- بريستول النوع 142
- بريستول النوع 146
- بريستول النوع 148
- بريدا با.27
- فيري فلاي كاتشر
- فوكر دي.21
- فوكر جي.1
- جينرال ايركرافت هاميلكر
- جلوستر جيم كوك
- جلوستر جلادياتور
- جلوستر جونتليت
- جلوستر جناتسنابر
- جلوستر جورينج
- هوكر أوداكس
- هوكر اف.20/27
- هوكر فيوري
- هوكر هارت
- هوكر هايند
- هوكر هوبو
- إمام رو.30
- كولهوفن إف.كيه.52
- ليتوف اس-31
- مايلز مارتينت
- مايلز ماستر
- بزل بي.11
- ساب 17
- شورت كروسادر
- سوبرمارين سي اوتر
- فالمت فيهيوري
- فيكرز جوكي
- ويستلاند انترسيبتور
- ويستلاند ليساندر

## المحركات المتبقية
مازال محرك ميركيري الذي شغل ويستلاند ليساندر صالحا للعمل في عام 2012، و يوجد في متحف شاتلوورث كولكشن في أولد واردن في إنجلترا، و يُستخدم للعروض الجوية الشعبية خلال أشهر الصيف.

يحتوي م تحف تراث الطائرات الحربية الكندي ‏ على طائرة ليساندر 3 ايه صالحة للطيران مثل منظمة أجنحة فينتجدج الكندية ‏.

## المحركات المعروضة بالمتاحف
- يُعرض محرك بريستول ميركيري 7 في متحف سلاح الجو الملكي بلندن  [لغات أخرى]‏.[9]
- يُعرض أيضا محرك بريستول ميركيري 7 في مجموعة شاتلوورث.
- يُعرض مقطع لمحرك بريستول ميركيري في متحف الذراع الجوي  [لغات أخرى]‏ في المحطة الجوية البحرية الملكية يوفيلتون  [لغات أخرى]‏.

## المواصفات (ميركيري 6-اس)

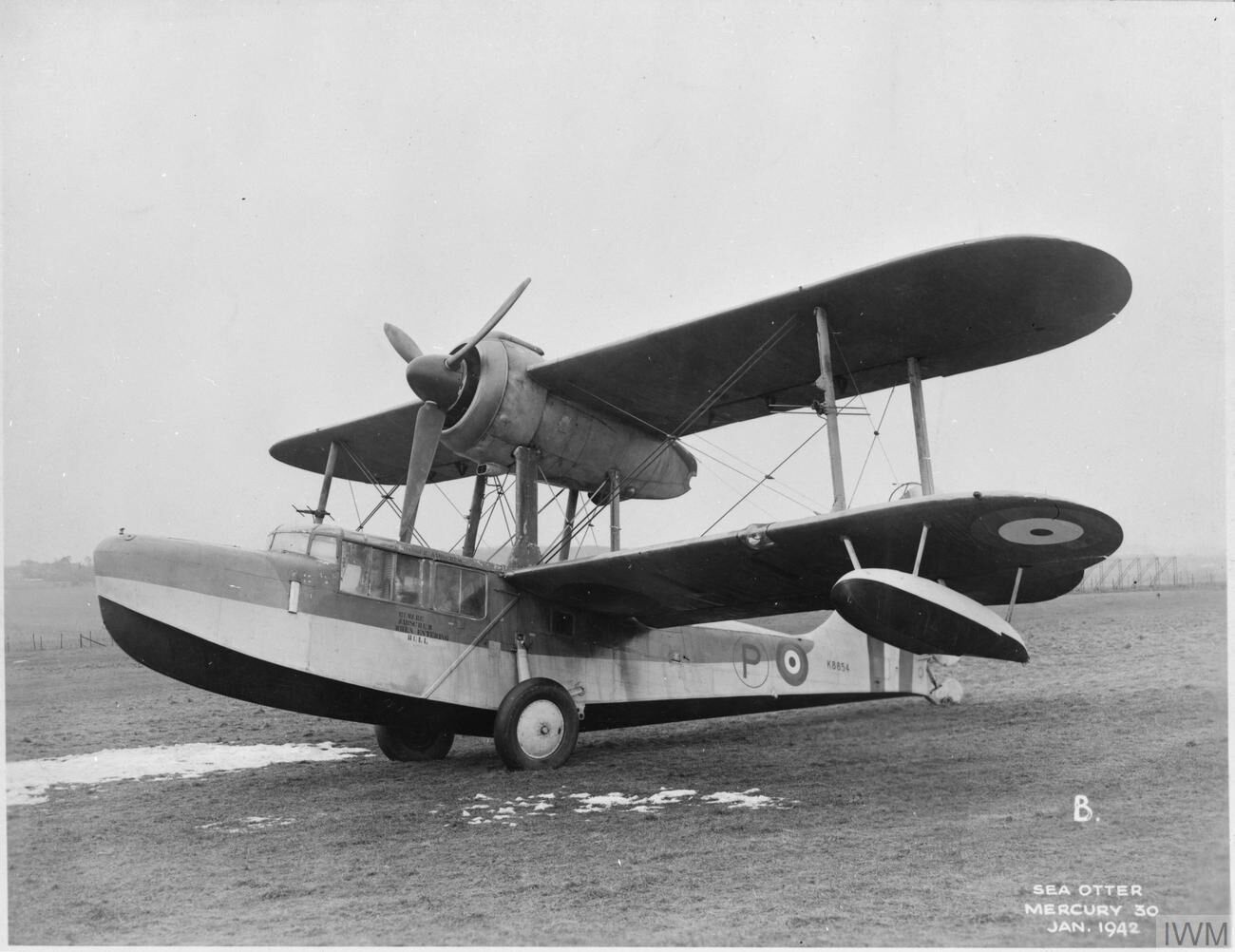
طائرة سوبرمارين سي اوتر. كانت القوات الجوية الملكية المصرية من بين مستخدميها

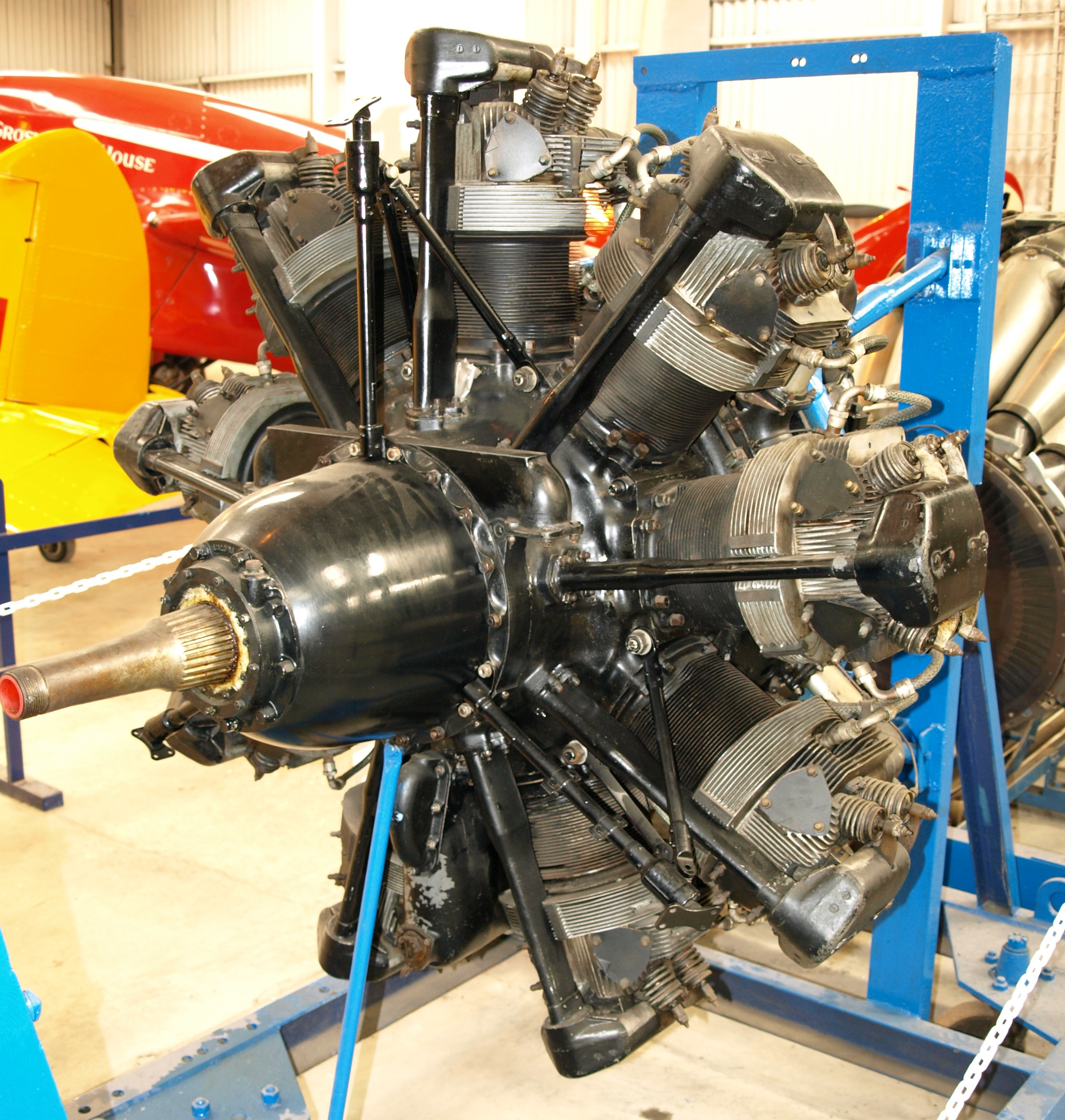
محرك بريستول ميركيري.7 معروض في متحف شاتلوورث كولكشن

- النوع:محرك طائرة شعاعي أحادي الصف يبرد بالهواء، مكون من 9 أسطوانات و مزود بشاحن توربيني.
- قطر الأسطوانة: 146 مم.
- الشوط: 165 مم.
- سعة المحرك: 1519 بوصة مكعبة (24.9 لتر).
- الطول: 47 بوصة (1194مم).
- القطر:51.5 بوصة (1307مم).
- الوزن: 966 باوند (438 كجم).

### المكونات
- الصمامات: 4 صمامات لكل أسطوانة (2 لسحب الوقود و الهواء و 2 للعادم) من نوع الصمام العلوي صمام علوي (بالإنجليزية: Overhead valve).
- شاحن توربيني فائق:شاحن توربيني طارد مركزي أحادي السرعة.
- نظام الوقود: مكربنات هواء كلاودل هوبسون.
- نوع الوقود:بنزين رقم الأوكتان 87.
- نظام التبريد: تبريد بالهواء.
- ترس تخفيض:تروس تداويرية ماركة فارمان، نسبة التخفيض 1:0.5

### الأداء
القدرة الناتجة
- 612 حصان (457 كيلو وات) عند سرعة دورانية2750دورة/دقيقه عندالاقلاع.
- 636 حصان (474 كيلو وات) عند سرعة دورانية2750 دورة/دقيقه على ارتفاع 15500 قدم (4730 متر).
- القدرة النوعية: 18.35 كيلو وات/لتر (0.4حصان/بوصة مكعب).
- نسبة الانضغاط: 1:6
- الاستهلاك النوعي للزيت: 0.49 باوند/حصان.ساعة (300جرام/كيلو وات.ساعة).
- نسبة القدرة إلى الوزن: 0.63 حصان/باوند (1.04 كيلو وات/كجم).

## مزيد من القراءة
- Gunston, Bill. Development of Piston Aero Engines. Cambridge, England. Patrick Stephens Limited, 2006. ISBN 0-7509-4478-1
- Gunston, Bill. World Encyclopedia of Aero Engines. Cambridge, England. Patrick Stephens Limited, 1989. ISBN 1-85260-163-9
- Gunston, Bill. Development of Piston Aero Engines. Cambridge, England. Patrick Stephens Limited, 2006. ISBN 0-7509-4478-1
- Lumsden, Alec. British Piston Engines and their Aircraft. Marlborough, Wiltshire: Airlife Publishing, 2003. ISBN 1-85310-294-6

## وصلات خارجية
- صوت مسجل لمحرك ميركيري في اس 2 المستخدم في طائرة بزل بي.11 سي